# 잠실 트리지움
잠실 트리지움(영어: Jamsil Ⅲ-ZIUM, Jamsil TRIZIUM)은 대한민국 서울특별시 송파구 잠실로 62 (잠실동 35)에 위치하고 있다. 잠실 주공 3단지가 재개발되어 2007년 8월에 재건축이 완료되었다. 총 3696세대, 총 46개동, 총 32층으로 구성된다.